# Red (film, 2010)
Pour les articles homonymes, voir Red.
Série
Red 2
(2013)
Pour plus de détails, voir Fiche technique et Distribution.
Red est un film américain de Robert Schwentke, sorti en 2010. Il met en vedette Bruce Willis, John Malkovich, Mary-Louise Parker, Helen Mirren et Morgan Freeman.
Le film suit Frank Moses (Bruce Willis) qui est un ancien agent de la CIA, aujourd'hui à la retraite, que des assassins tentent de tuer. En fuite en compagnie de sa petite amie, Sarah Ross (Mary-Louise Parker), Frank décide de réunir ses anciens coéquipiers pour une dernière mission.
C'est l'adaptation de la mini-série de comics Red écrite par Warren Ellis, dessinée par Cully Hamner et éditée par Wildstorm (filiale de DC Comics) à partir de 2003.
RED est l'acronyme de « Retired Extremely Dangerous », littéralement traduit par « Retraités Extrêmement Dangereux ».

## Synopsis
Frank Moses, un ancien agent de terrain de la CIA, est à la retraite et mène une existence tranquille à Cleveland, Ohio. Cependant, il commence à se sentir seul et discute souvent au téléphone avec Sarah, une chargée de clientèle travaillant pour le bureau des pensions de Frank à Kansas City. Il se donne des occasions de lui parler en déchirant ses chèques de pension et en l'appelant pour lui dire qu'ils ne les a pas reçus.
Une nuit, un groupe d'hommes armés s'introduit dans sa maison et tente de le tuer. Frank tue les assassins et quitte sa maison en partie détruite. Il devine que son téléphone était sur écoute et que Sarah est en danger. Il se rend donc à Kansas City pour la sauver. Elle rentre dans son appartement et découvre, stupéfaite, Franck chez elle. Il essaye de lui expliquer rapidement la situation, mais elle ne le croit pas et refuse de fuir avec lui pour découvrir qui veut le tuer. Voyant par la fenêtre des hommes armés se diriger vers l'appartement, il quitte la ville dans sa voiture en amenant avec lui Sarah ligotée et bâillonnée. Ils s'arrêtent dans un hôtel à La Nouvelle-Orléans. Franck ligote et bâillonne Sarah sur le lit et lui promet de revenir vite. L'agent de la CIA William Cooper (Karl Urban) est désigné pour traquer et assassiner Frank.
Celui-ci rend visite à son mentor Joe Matheson (Morgan Freeman), vivant dans une maison de retraite. Il lui montre des doigts qu'il a coupés aux hommes qui l'ont attaqué chez lui. Joe trouve les identités de ces hommes avec leurs empreintes digitales et révèle à Franck qu'ils ont assassiné une journaliste du New York Times. Plus tard, comprenant que sa vie est réellement menacée, Sarah accepte d'accompagner Franck. Tout en évitant Cooper, Frank et Sarah trouvent des indices laissés par la journaliste défunte, qui les mènent à une liste de noms.
Pour obtenir plus d'informations, ils partent à la recherche de Marvin Boggs (John Malkovich), également un ancien agent et théoricien du complot paranoïaque ayant travaillé avec Frank. Marvin leur dit que les noms sur la liste sont tous reliés à une mission secrète au Guatemala en 1981 et à laquelle Frank et Marvin ont participé, et qu'un nom de la liste, Gabriel Singer (James Remar), est toujours vivant. Le trio retrouve la piste de Singer et le rejoint dans un aéroport. Singer leur dit que la mission prévoyait l'extraction d'un homme dans un village au Guatemala et que tout le monde sur la liste a été tué pour les faire taire. Singer est alors assassiné par un tireur d'élite héliporté ; l'équipe s'enfuit.
Avec l'aide de l'agent secret russe Ivan Simanov (Brian Cox), Frank et Sarah infiltrent le siège de la CIA pour voler le dossier de la mission au Guatemala, mais Frank est blessé pendant la tentative après un combat avec Cooper. Joe, après avoir échappé à une tentative de meurtre par un agent, aide à extraire Frank du siège de la CIA et se joint à l'équipe. Ils se cachent chez Victoria (Helen Mirren) pour soigner Frank qui est blessé. Victoria, qui regrette son ancienne vie comme agent de terrain, rejoint aussi l'équipe.
Après examen du dossier, l'équipe comprend que le seul homme cité sur la liste de la journaliste et pas dans le dossier, Alexander Dunning (Richard Dreyfuss), a trouvé le moyen de se protéger. L'équipe arrive chez Dunning, où son interrogatoire musclé révèle que la mission était d'extraire l'actuel vice-président des États-Unis, Robert Stanton (Julian McMahon), à l'époque jeune lieutenant qui avait paniqué et massacré les habitants du village. Il devient évident que Stanton tente d'effacer toutes les connexions avec lui, car il envisage de briguer la présidence.
À ce moment, Cooper et le FBI entourent la maison de Dunning. Cooper tente de négocier la reddition de Frank, mais ce dernier raconte la trahison du vice-président, ce qui ébranle sa foi. Joe, condamné par un cancer, se sacrifie en prenant l'apparence de Frank. Un sniper inconnu le tue quand il quitte le manoir, en dépit de l'ordre de Cooper de ne pas ouvrir le feu. La confusion donne à l'équipe suffisamment de temps pour s'échapper, mais Sarah est capturée. Frank appelle Cooper et menace sa famille si Sarah est blessée, et dit qu'il a l'intention de tuer Stanton.
L'équipe, à laquelle s'est joint Ivan (qui se révèle être un ancien amant de Victoria), infiltre un gala de Stanton à Chicago et le kidnappe, malgré les efforts de Cooper pour l'arrêter. Frank dit qu'il est prêt à échanger Stanton contre Sarah. Au point de rencontre, Dunning arrive et révèle qu'il est le cerveau derrière les assassinats : Stanton était simplement un pion et un bouc émissaire. Le chef de réseau de Cooper, Cynthia Wilkes (Rebecca Pidgeon), est également dans le complot. Dégoûté de la cupidité et la corruption de Dunning et Wilkes, Cooper donne la clef de ses menottes à Frank et abat Wilkes, puis Marvin et Victoria tuent les gardes du corps de Dunning, tandis que Frank écrase sa trachée. Cooper accepte de laisser Frank et son équipe partir. Alors qu'ils quittent la scène, Frank et Sarah semblent impatients de commencer une nouvelle vie ensemble. Mais Ivan rappelle à Frank qu'il lui doit une faveur : une mission en Moldavie.
Scène post-générique : Frank et Marvin se retrouvent en Moldavie, fuyant les troupes de l'armée moldave qui les poursuit, Frank poussant une brouette en bois où est assis Marvin, déguisé en femme, avec un appareil nucléaire volé.

## Fiche technique
Sauf indication contraire, les informations mentionnées dans cette section peuvent être confirmées par les bases de données cinématographiques IMDb et Allociné,  présentes dans la section « Liens externes ».
- Titre original et français : Red
- Réalisation : Robert Schwentke
- Scénario : Erich Hoeber et Jon Hoeber, d'après les comics éponymes de Warren Ellis et Cully Hamner
- Musique : Christophe Beck
- Direction artistique : Kelly Curley et Brandt Gordon
- Décors : Alec Hammond
- Costumes : Susan Lyall
- Photographie : Florian Ballhaus
- Son : Michael Minkler, Roberto Cappannelli, Tony Lamberti
- Montage : Thom Noble
- Production : Lorenzo di Bonaventura et Mark Vahradian
  - Production déléguée : Jake Myers et Gregory Noveck
  - Production associée : Misha Skoric
  - Coproduction : David Ready
- Sociétés de production[1] :
  - États-Unis : Di Bonaventura Pictures et DC Entertainment, présenté par Summit Entertainment
- Distribution : Summit Distribution (États-Unis) ; DMG Entertainment (Chine) ; SND Films (France) ; Belga Films (Belgique) ; Ascot Elite Entertainment Group (Suisse romande) ; Entertainment One (Québec)
- Budget : 58 millions de $[2],[3]
- Pays de production :  États-Unis
- Langues originales : anglais, russe
- Format[4] : couleur (DeLuxe) - 35 mm (anamorphic) / D-Cinema - 2,35:1 (Cinémascope) - son DTS | Dolby Digital | Dolby Surround 7.1 | SDDS | Dolby Atmos
- Genre : action, comédie, policier, thriller, espionnage
- Durée : 111 minutes
- Dates de sortie[5] :
  - États-Unis, Québec : 15 octobre 2010[6]
  - France, Suisse romande : 17 novembre 2010[7]
  - Belgique : 10 décembre 2010[8]
  - Chine : 1er avril 2011
- Classification[9] :
  - États-Unis : accord parental recommandé, film déconseillé aux moins de 13 ans (PG-13 - Parents Strongly Cautioned)[Note 2]
  - Chine : pas de système
  - France : tous publics[10]
  - Belgique : tous publics (Alle Leeftijden)[8]
  - Suisse romande : interdit aux moins de 12 ans[11]
  - Québec : tous publics - déconseillé aux jeunes enfants (G - General Rating)[6]

## Distribution
- Bruce Willis (VF : Patrick Poivey et VQ : Jean-Luc Montminy[12]) : Frank Moses
- Morgan Freeman (VF : Med Hondo et VQ : Guy Nadon) : Joe Matheson
- John Malkovich (VF : Dominique Collignon-Maurin et VQ : François Godin) : Marvin Boggs
- Helen Mirren (VF : Évelyne Séléna et VQ : Claudine Chatel) : Victoria
- Karl Urban (VF : Jean-Pierre Michaël et VQ : Frédéric Paquet) : William Cooper
- Mary-Louise Parker (VF : Marjorie Frantz et VQ : Hélène Mondoux) : Sarah Ross
- Brian Cox (VF : Igor De Savitch et VQ : Raymond Bouchard) : Ivan Simanov
- Julian McMahon (VF : Arnaud Arbessier) : Vice-président Robert Stanton
- Rebecca Pidgeon (VF : Virginie Méry) : Cynthia Wilkes
- Ernest Borgnine (VF : Richard Leblond) : Henry
- James Remar (VF : Serge Biavan et VQ : Pierre Chagnon) : Gabriel Singer
- Richard Dreyfuss (VF : Michel Papineschi et VQ : Hubert Gagnon) : Alexander Dunning
- Emily Kuroda : Mrs. Chan
- Audrey Wasilewski (VF : Nathalie Kanoui) : la femme d'affaires

## Production

### Tournage
Le tournage commence le 18 janvier 2010 à Toronto, au Canada. Après neuf semaines passées à Toronto et ses environs, la production se rend à La Nouvelle-Orléans en mars, notamment dans le quartier français pour les derniers jours de tournage.

## Accueil

### Box-office
| Pays ou région | Box-office      | Date d'arrêt du box-office | Nombre de semaines |
| -------------- | --------------- | -------------------------- | ------------------ |
| Mondial        | 199 006 387 USD | 13 février 2011            | 17                 |
| États-Unis     | 90 380 162 USD  | 3 février 2011             | 16                 |
| France         | 824 344 entrées | 26 janvier 2011            | 11                 |

## Distinctions
Entre 2010 et 2011, le film Red a été sélectionné 23 fois dans diverses catégories et a remporté quatre récompenses,.

### Récompenses
- Alliance des femmes journalistes de cinéma 2011 : Récompense féminine EDA de l'actrice défiant l'âge et l'âgisme pour Helen Mirren.
- Guilde des superviseurs de musique (Guild of Music Supervisors Awards) 2011 : Prix GMS de la meilleure supervision musicale dans un film pour Julianne Jordan.
- Prix AARP Films pour adultes (AARP Movies for Grownups Awards) 2011 : Prix des films pour adultes de l'artiste révolutionnaire pour Helen Mirren.
- Société de casting d'Amérique 2011 : Prix Artios du meilleur casting - Long métrage à gros budget - Comédie pour Deborah Aquila, Tricia Wood, Craig Fincannon, Lisa Mae Fincannon et Robin D. Cook

### Nominations
- Prix IGN du cinéma d'été (IGN Summer Movie Awards) 2010 : Meilleur film d'adaptation de bande dessinée.
- Prix Satellites 2010 :
  - Meilleur film musical ou comédie,
  - Meilleure actrice dans un film musical ou une comédie pour Mary-Louise Parker,
  - Meilleur acteur dans un film musical ou une comédie pour John Malkovich.
- Académie des films de science-fiction, fantastique et d'horreur - Prix Saturn 2011 :
  - Meilleur acteur dans un second rôle pour John Malkovich,
  - Meilleure actrice dans un second rôle pour Helen Mirren,
  - Meilleur film d'action ou d'aventure.
- Alliance des femmes journalistes de cinéma 2011 :
  - Meilleure actrice dans un film d'action pour Helen Mirren,
  - Meilleure réalisation féminine dans l'industrie cinématographique pour Helen Mirren,
  - Prix de l'image des femmes pour Helen Mirren.
- Association des critiques de cinéma 2011 : Meilleur film d'action pour Robert Schwentke.
- Golden Globes 2011 : Meilleure comédie ou comédie musicale.
- Prix AARP Films pour adultes (AARP Movies for Grownups Awards) 2011 : Meilleure comédie.
- Prix NAACP de l'image 2011 : Meilleur acteur dans un film pour Morgan Freeman.
- Prix nationaux du cinéma russe (Russian National Movie Awards) 2011 : Prix spécial Oper.ru.
- Prix Scream 2011 :
  - Meilleur thriller,
  - Meilleure actrice dans un second rôle pour Helen Mirren,
  - Meilleur casting,
  - Meilleure scène de combat de l'année (Combat dans le triage de fret à l'aéroport).

## Suite
Le 26 janvier 2011, Summit Entertainment annonce qu'une suite verrait le jour avec Eric Hoeber et Jon Hoeber pour l'écriture du script. Les acteurs Bruce Willis, John Malkovich et Helen Mirren reprendront leur rôle. La production a également annoncé que les acteurs gallois Catherine Zeta-Jones et Anthony Hopkins feront partie de la distribution. Réalisé par Dean Parisot, Red 2 sort le 19 juillet 2013 aux États-Unis.